# ČSD-Baureihe 423.0
Die ČSD-Baureihe 423.0 war eine universell verwendbare Tenderlokomotive der einstigen Tschechoslowakischen Staatsbahn (ČSD) für den Nebenbahnverkehr. Wegen ihrer Leistung erhielten sie den Spitznamen Velký Býček (deutsch Großer Stier).

## Geschichte
Auf den Lokalbahnen in der neugegründeten Tschechoslowakei existierte nach 1918 eine große Vielfalt an Lokomotiven, die zum Teil von den k.k. Staatsbahnen, aber auch von den vielen ehemals eigenständigen Lokalbahngesellschaften stammte. Daher war eine Vereinheitlichung und Verjüngung des Lokomotivparkes unerlässlich. Maßstab für die Konstruktion war die bewährte, aber technisch veraltete kkStB-Reihe 178 (ČSD-Baureihe 422.0).
Die Firma První českomoravská PČM (Erste Böhmisch-Mährische Maschinenfabrik) wurde 1921 mit dem Bau von vier Tenderlokomotiven der Achsfolge 1'D 1' beauftragt. Das Aussehen der neuen Lokomotive knüpfte an die Reihe Va der Buschtěhrader Eisenbahn (ČSD-Baureihe 524.0) an. Ihre Bezeichnung wurde erstmals nach den Normen von Vojtěch Kryšpín als Reihe 423.0 gewählt. Da sich die Lokomotiven bewährten, wurden 1926 weitere 26 Maschinen in Dienst gestellt.
Beim Personal waren sie beliebt, hauptsächlich wegen ihrer Dampfmaschine und ihres großen Führerhauses.
Nach der Angliederung des Sudetenlandes an Deutschland im Oktober 1938 kamen insgesamt 52 Lokomotiven zur Deutschen Reichsbahn, die dort als Baureihe 93.15 eingeordnet wurden.
Nach dem Zweiten Weltkriege kamen alle Maschinen wieder in den Bestand der ČSD zurück. Während des Krieges wurde in Erwägung gezogen, eine für Nebenbahnen zweckmäßigere Baureihe 431.0 zu liefern. Ab 1946 wurden nochmals 61 Lokomotiven mit der Bezeichnung 423.0171–231 von ČKD geliefert. Als Nachfolgebauart wurde 1948 von ČKD die ČSD-Baureihe 433.0 in 60 Exemplaren gebaut.
Mit den Vorkriegsmaschinen 423.086 in Břeclav und 423.041 in Ostrava wurden 1980 die letzten Maschinen dieser Baureihe ausgemustert. Die letzten Maschinen früherer Lieferungen waren ungefähr 1978 von den Gleisen verschwunden. Einige Maschinen sind erhalten geblieben; die 423.009, 423.041 und 423.094 als betriebsfähige Museumslokomotiven, die 423.001 steht im Eisenbahnmuseum Lužná u Rakovníka und die 423.0145 im Eisenbahnmuseum Jaroměř.

## Technische Merkmale

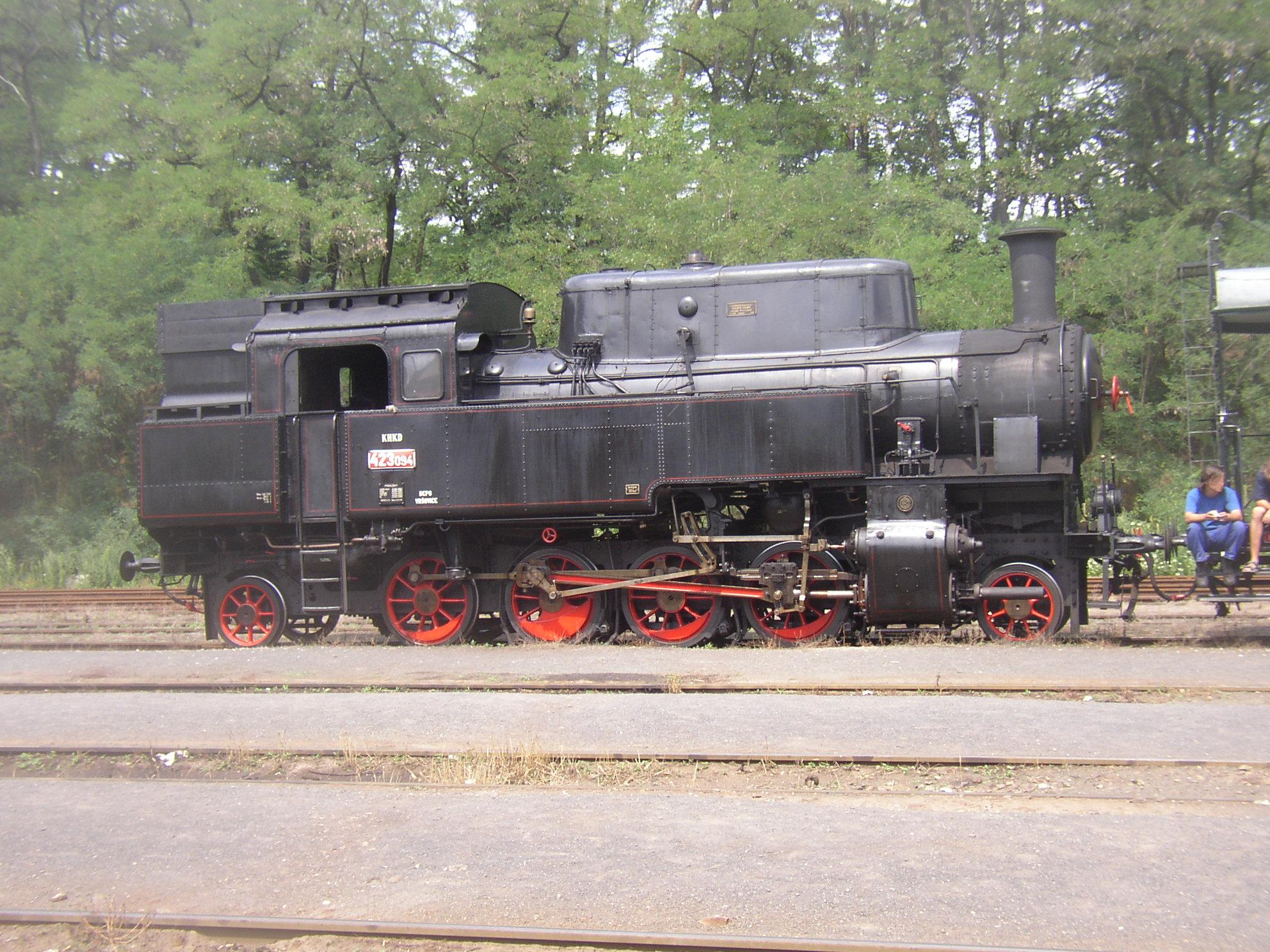
423.094 in Lužná u Rakovníka

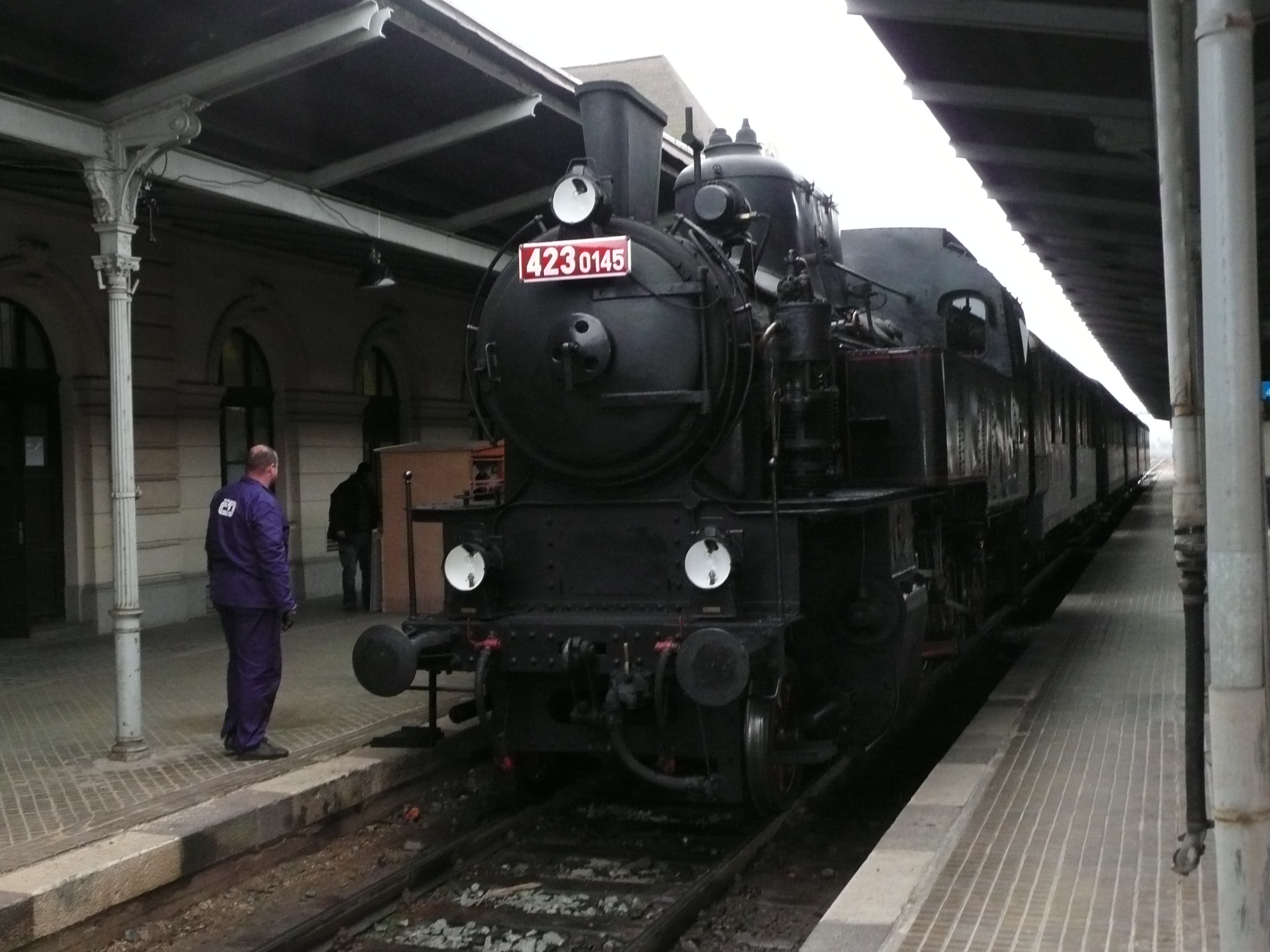
423.0145 vor einem Sonderzug in Liberec

Die ersten Maschinen wurden als Nassdampf- und als Maschine mit überhitzten Dampf geliefert. Bei einem Vergleich beider Bauarten zeigte es sich, dass die Maschine mit Überhitzer 20 % weniger Kohle verbrauchte und eine 20 % höhere Geschwindigkeit bei der gleichen Belastung erreichte. Daher wurden ab diesem Zeitpunkt alle Maschinen der Serie von Werk an mit Überhitzer geliefert. Charakteristisch für die Maschine war die Rauchkammer mit der runden Tür und dem gusseisernen, runden Kamin, die Verkleidung auf der Kesselmitte mit dem Dampfdom, Sandkasten und später Speisedom darunter sowie das geräumige Führerhaus. Die Schieber wurden später in solche der Bauart Trofimoff gewechselt.
Die Lokomotiven der Vorkriegsserie hatten eine indizierte Leistung von 552 kW, in der Ebene beförderten sie einen Zug von 1000 t mit einer Geschwindigkeit von 50 km/h, auf einer Steigung von 10 ‰ 300 t mit 40 km/h und auf einer Steigung von 20 ‰ 200 t mit 30 km/h. Die letzten beiden Serien hatten eine Leistung von 589 kW, sie zogen in der Ebene 1500 t mit 40 km/h, auf 5 ‰ 1000 t mit 18 km/h, auf 10 ‰ 500 t mit 20 km/h und auf 30 ‰ 150 t mit 20 km/h.

## Einsatz
Nach dem Zweiten Weltkrieg gelangten sie in den Dienst des grenznahen Verkehrs aus Gründen der Senkung der Instandhaltungskosten durch geringere Lasten. In diesem Einsatzgebiet hielten sie sich bis zum Ende der Dampflokära bei der ČSD. Insgesamt neun Lokomotiven gelangten nach dem Weltkrieg in den Bestand der MÁV und wurden dort als Reihe 460.001-009 eingeteilt. Über die Einsatzzeit und Ausmusterung existieren in der Literatur keine Angaben. 